# Клопотович, Виктор Феофилович
Ви́ктор Феофи́лович Клопотович (1865—1912) — член III Государственной думы от Волынской губернии, военный врач.

## Биография

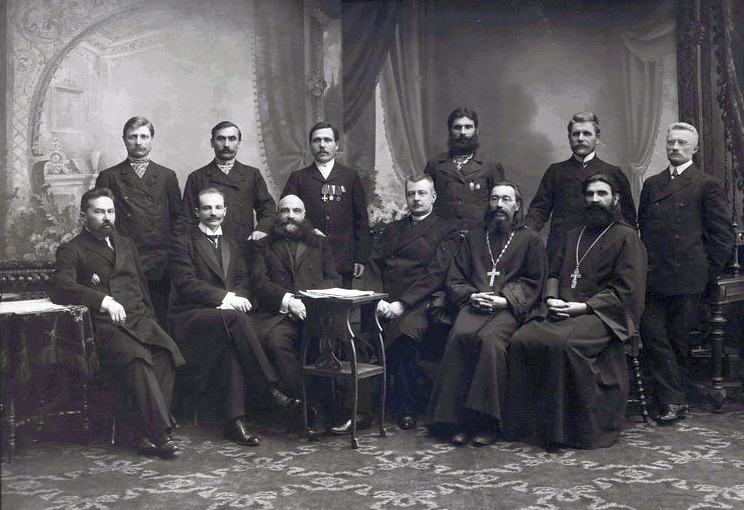
Депутаты Государственной думы Российской империи III созыва от Волынской губернии. Стоят: Клименко Т. И., Андрейчук М. С., Никитюк Я. С., Данилюк Я. Г., Герасименко Е. В., Березовский П. В.; сидят: Клопотович В. Ф., Шульгин В. В., Беляев Г. Н., Волконский В. В., Кириллович Д. Ф., Баранович Д. Я.

Православный. Сын священника. Землевладелец села Лавриновцы Изяславского уезда (400 десятин).
Окончил Житомирскую гимназию с золотой медалью (1883) и Военно-медицинскую академию со званием «лекаря с отличием» (1889).
В 1889—1896 годах служил полковым врачом, затем был врачом в Изяславле. Дослужился до чина коллежского советника.
С 1899 года состоял почетным мировым судьей, а с введением земства в Западном крае — и непременным членом уездной земской управы. Был женат.
В 1907 году был избран в члены III Государственной думы от Волынской губернии. Входил в русскую национальную фракцию. Состоял членом комиссий: по судебным реформам и о мерах борьбы с пьянством.
Умер в 1912 году. Похоронен в селе Старые Бейзимы, Шепетовского района, Хмельницкой области, Украина.